# Авіньйон (футбольний клуб)
«Авіньйон» (фр. AC Avignonnais) — французький футбольний клуб з однойменного міста департаменту Воклюз, заснований 1931 року. У сезоні 2020/21 виступає в другій окружній лізі округу Гран-Воклюз (дев'ятий рівень).

## Історія
Команда була заснована в 1931 році як спортивна асоціація Авіньйона. Клуб мав статус професіонального клубу в період з 1942 по 1948 року. Після злиття з клубом «Сен-Жан» був перейменований в «Олімпік Авіньйон» і в 1965 році знову отримав статус професіонального клубу.
У 1975 році «Авіньйон» вийшов у Лігу 1, обігравши в плей-оф «Руан». Це найкраще досягнення клубу за всю історію. Однак перший і єдиний сезон на найвищому рівні був провальним. «Авіньйон» закінчив його на останньому місці, з 20 очками (7 перемог, 6 нічиїх, 23 поразки, різниця м'ячів 30-80). У 1981 році через фінансові труднощі клубу знову довелося розпрощатися з професіональним статусом.
Граючи в четвертому дивізіоні в сезоні 1983/84, команда змогла повернутися в професіональний другий дивізіон за наступні п'ять років. Однак зміцнити успіх «Авіньйон» не зміг, спочатку він був відправлений в третій дивізіон за фінансові махінації, а потім і зовсім в 1994 році опустився до шостого дивізіону. Після злиття з «Спортінг Авіньйон» був перейменований в «Спортінг Олімпік Авіньйон» в 1992 році. У 2003 році клуб було перейменовано на «Авіньйон Фут».
У 2009 році команда відчула сильну конкуренцію в місті від «Арль-Авіньйона», який переїхав грати домашні матчі в Лізі 1 на стадіон «Парк де Спорт». Це відбилося і на підтримці мера міста, що спричинило за собою фінансові труднощі. Борги клубу склали € 358 тисяч. Їм довелося відмовитися від свого стадіону, і продовжити грати на запасному полі з штучним покриттям. У сезоні 2009/10 клуб грав у шостому по силі дивізіоні Франції. 22 червня 2010 року клуб оголосив про банкрутство і був розформований.
У місті вдалося зберегти резервну молодіжну команду, яка продовжила існувати і стала брати участь у аматорських нижчолігових футбольних змаганнях. Це право було одержано, щоб не втратити в місті футбольну секцію і можливість у майбутньому створити професіональну команду з усіма правами на історію і досягненнями.

## Історія зміни назв
- Association Sportive d'Avignon (1931–65)
- Olympique Avignonnais (1965–92)

Логотип клубу «Авіньйон Фут 84» у 2003–10 роках.

- Club Olympique Avignonnais (1992–96)
- Football Club Avignon (1996—2003)
- Avignon Foot 84 (2003–10)
- Avenir Club Avignonnais (2010-).